# انبار (شهر)

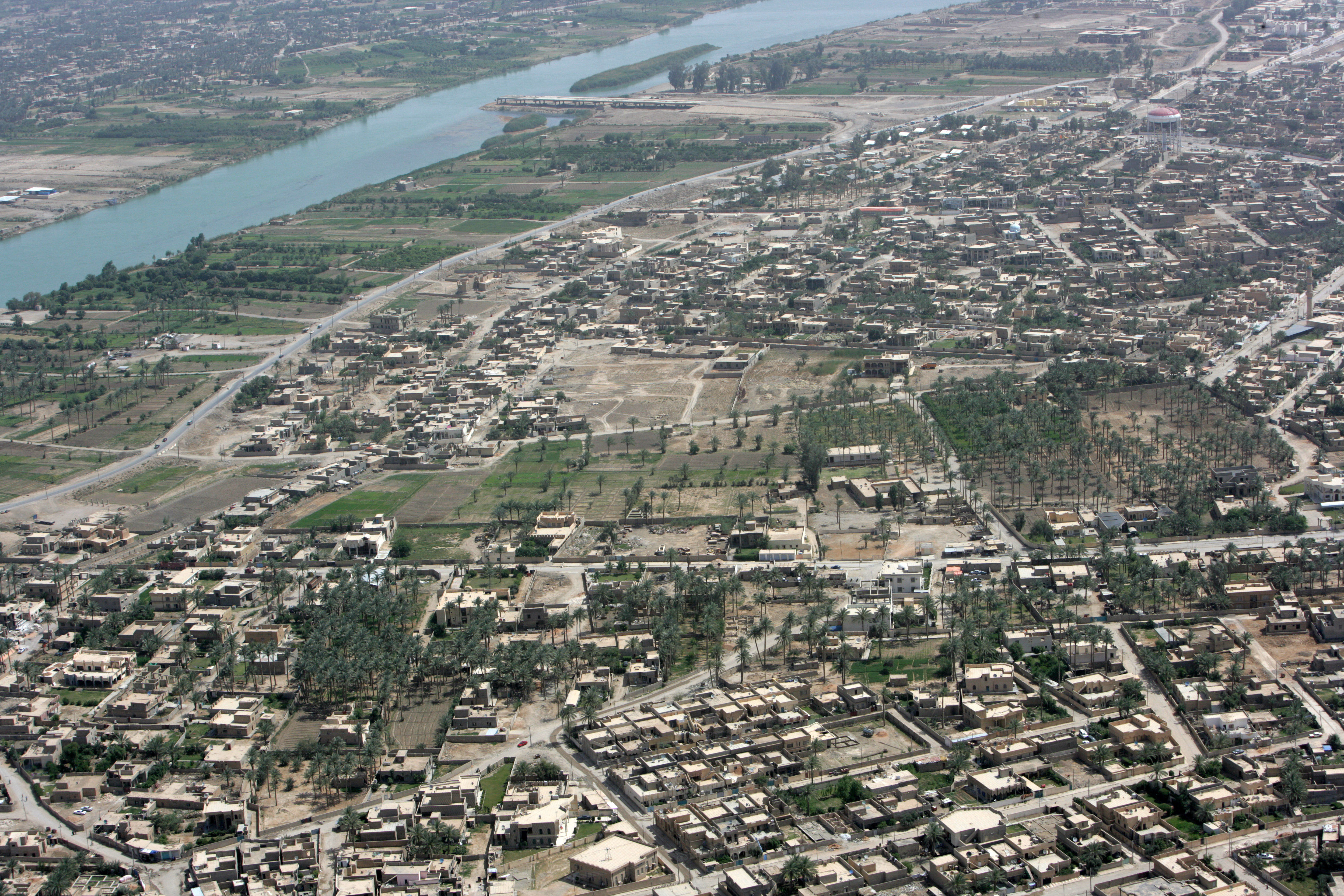
نمایی از شهر انبار (پیروز شاپور) در کشور عراق - ۲۰۰۸

انبار یا پیروز شاپور شهری در استان انبار عراق است. انبار یکی از شهرهای باستانی ایران در زمان ساسانیان بود. این شهر در زمان فرمانروایی شاپور یکم شاه ساسانی مورد تجدید بنا و بازسازی قرار گرفت و به نام شاپور نامگذاری شد. در این شهر مخازن بزرگ اسلحه و موادغذائی برای سپاهیان ساسانی ایجاد گردید، بدین سبب آنجا را شهر انبار نیز می‌نامیدند. نام این شهر در پشت سکه‌های خسرو انوشیروان و خسرو پرویز و یزدگرد سوم آخرین شهریار ساسانی دیده می‌شود.
از لحاظ سیاست جنگی ایران با روم انبار دارای اهمیت فراوان بود، گذشته از جنگ‌های عربی در جنگ‌های ایران و روم هم بارها نام آن برده شده‌است. در نوشته‌های رومی این شهر به نام پریساپور خوانده‌شده این لفظ شکل یونانی-رومی نام اصلی این شهر است که پیروز شاپور بوده‌است. با این حال بتدریج نام انبار بر آن غلبه یافته و بیشتر به این نام خوانده می‌شده. در مآخذ عربی هم در هر جا سخنی از این شهر رفته به همین نام انبار خوانده شده‌است. انبار گذشته از عمران و آبادی خود بر سر دو راه اصلی از راه‌های بازرگانی و نظامی دنیای قدیم قرار داشته، یکی راه زمینی که آن را از شرق به تیسفون و جادهٔ خراسان می‌پیوست، و از غرب به شهرهای روم و مغرب و دیگر راه آبی بود که از طریق فرات به آبراه دجله و از آنجا به خلیج فارس و دریای آزاد راه می‌یافت.

## تاریخچهٔ شهر انبار
در زمان پادشاهی شاپور یکم جنگ با رومیان همچنان ادامه یافت تا آنکه شاپور در فرات شکست سختی به رومی‌ها وارد ساخت به نحوی که در صحنهٔ جنگ گوردیان سوم امپراتور روم به قتل رسید. این واقعه در سال ۲۴۴ میلادی اتفاق افتاد. شهری که جنگ در نزدیکی آن به وقوع پیوست، به افتخار این پیروزی، پیروز شاپور نامیده شد. این شهر در جانب چپ فرات قرار داشت. شهر و استحکامات آن مورد تجدیدبنا و بازسازی قرار گرفت و به صورت مکانی نظامی و سوق‌الجیشی درآمد و دراین شهر مخازن بزرگ اسلحه و مواد غذایی برای سپاهیان ساسانی ایجاد گردید. قابل ذکر است که اعراب دست‌نشانده و وفادار دولت ساسانی، مانند شاهان حیره موادغذایی را که به صورت کمک سالیانه از ساسانیان می‌گرفتند، از این شهر دریافت می‌کردند. شهر انبار در حملهٔ اعراب دچار صدمات و خرابی‌های فراوان گردید و با پرداخت مبلغی به خالد بن ولید سردار نامی مسلمانان صلح را خواستار شد. انبار همچنان در زمان عباسیان از شهرهای بزرگ عراق محسوب می‌شد و در سال ۱۳۲ هجری مرکز خلافت شد و ابوالعباس سفاح نخستین خلیفه عباسی در نزدیک آن کاخ‌هایی بنا کرد و آن را الهاشمیه نامید. برادرش منصور عباسی نیز مدتی در آن شهر زندگی کرد و از آنجا به بغداد که ساختمان پایتخت جدید عباسیان در آنجا شروع شده بود، منتقل شد. اهمیت شهر انبار بدان جهت بود که در سر اولین نهر بزرگی که قابل کشتی‌رانی بود و از فرات جدا می‌شد و به دجله می‌ریخت، واقع بود. با توسعه سریع بغداد انبار اهمیت و موقعیت خود را از دست داد و به ویرانی گرائید.
حمدالله مستوفی گوید:《آن‌را لهراسف (لهراسب) کیانی ساخت جهت زندان اسیران که بخت‌النصر از بیت‌المقدس آورده بود بدین سبب انبار گویند شاپور ذوالاکتاف تجدید عمارت آن کرد و سفاح خلیفه اول بنی‌عباس در آنجا عمارت عالی کرد و دارالمُلک ساخت و دور باروی آن پنج هزار گام است》.

## حیره و انبار و خط و کتابت عربی
در روایات آمده‌است که نخستین کسی که به عربی چیزی نوشت مردی بود بنام مُرامِر بن مُرة از مردم انبار و از انبار کتابت عربی به جاهای دیگر گسترش یافت. این مطلب از اصمعی که از علمای بنام لغت عربی است، روایت شده‌است. روایت دیگری هم در همین زمینه آمده که بدین مضمون است «از قریش پرسیدند شما کتابت را از کجا آموختید؟ گفتند از انبار.» این روایت را ابن رسته در کتاب الاعلاق النفیسه آورده‌است. بیهقی نیز در کتاب امحاسن و المساوی همین مطلب را بدین مضمون نقل کرد «نخستین کسی که به عربی چیزی نوشت مامر بن مرة از مردم انبار بود و از انبار در میان مردم منتشر گردید.» در روایتی از ابن‌عباس نقل شده‌است که «انباریان از مردم حیره خط آموخته‌اند و یکی از آنها خط را به عبدالله بن جدعان و او به حرب بن امیه آموخته و خط حجازی قریشیان از این راه پدید آمده‌است.» چنان‌که ملاحظه می‌شود در این روایت هم مأخذ اصلی خط حجازی قریشی همچنان انبار معرفی شده‌است.